# Olympische Sommerspiele 1992/Teilnehmer (Jemen)
| Gelbes Symbol für Goldmedaillen mit stilisierten Olympischen Ringen | Graues Symbol für Silbermedaillen mit stilisierten Olympischen Ringen | Braundes Symbol für Bronzemedaillen mit stilisierten Olympischen Ringen |
| ------------------------------------------------------------------- | --------------------------------------------------------------------- | ----------------------------------------------------------------------- |
| —                                                                   | —                                                                     | —                                                                       |

Der Jemen nahm an den Olympischen Sommerspielen 1992 in Barcelona, Spanien, mit einer Delegation von acht Sportlern (allesamt Männer) teil. Es war die erste Teilnahme an Olympischen Spielen für den Jemen.

## Teilnehmer nach Sportarten

### Judo
- Salah Al-Humaidi
Superleichtgewicht: 23. Platz

- Mansour Al-Soraihi
Halbleichtgewicht: 24. Platz

- Mohamed Al-Jalai
Leichtgewicht: 34. Platz

- Ahmed Al-Shiekh
Halbmittelgewicht: 22. Platz

- Yahia Mufarrih
Mittelgewicht: 21. Platz

### Leichtathletik
- Anwar Mohamed
800 Meter: Vorläufe

- Awad Salah Nasser
1500 Meter: Vorläufe

- Khalid Al-Estashi
10.000 Meter: Vorläufe